# Ibargoiti
Ibargoiti est une ville et une commune de la Communauté forale de Navarre (Espagne), mérindade de Sangüesa, région ou comarque d'Aoiz, dans la vallée qui porte son nom. Elle est située dans la zone non bascophone de la province. Le castillan est la seule langue officielle alors que le basque n’a pas de statut officiel. Mais on a parlé basque dans la région jusqu'au XIXe siècle.
Le secrétaire de mairie est aussi celui de Izagaondoa, Lizoáin, Monreal, Unciti, Urroz-Villa.

## Géographie
La première mention du nom de cette vallée a été trouvée sur un document de 991, puis de 1198 avec l'orthographe actuelle. En basque, ce nom signifie "haute vallée", de "ibar", vallée, et "goiti", haute. Ibargoiti se trouve en effet dans la partie la plus élevée de la vallée d'Elorz.
La commune est composée de quatre noyaux de populations :
- Abínzano
- Idocin (Siège de la mairie)
- Izco
- Salinas de Ibargoiti / Getze Ibargoiti

## Localités limitrophes
Ziliguieta, Sengaritz, Zabaltza, Idozin, Izko, Lekaun.

## Histoire
La vallée est traversée par le Chemin de Saint-Jacques-de-Compostelle venant de Sangüesa en Navarre, après avoir traversé la France et l'Aragon, et se dirigeant vers Puente la Reina-Gares. Le chemin s'appelle ici Chemin aragonais, ou Voie toulousaine (Via Tolosane).

## Démographie
| Évolution démographique                                   | Évolution démographique | Évolution démographique | Évolution démographique | Évolution démographique | Évolution démographique | Évolution démographique | Évolution démographique | Évolution démographique | Évolution démographique | Évolution démographique | Évolution démographique |
| 1996                                                      | 1998                    | 1999                    | 2000                    | 2001                    | 2002                    | 2003                    | 2004                    | 2005                    | 2006                    | 2007                    | 2011                    |
| --------------------------------------------------------- | ----------------------- | ----------------------- | ----------------------- | ----------------------- | ----------------------- | ----------------------- | ----------------------- | ----------------------- | ----------------------- | ----------------------- | ----------------------- |
| 218                                                       | 224                     | 231                     | 237                     | 234                     | 238                     | 233                     | 230                     | 228                     | 235                     | 252                     | 243                     |
| Sources: Ibargoiti et instituto de estadística de navarra |                         |                         |                         |                         |                         |                         |                         |                         |                         |                         |                         |

| Abínzano (Abintzao)                    | 15  |
| Celigüeta (Zilegieta)                  | 1   |
| Idocin (Idotzin)                       | 46  |
| Izco (Izko)                            | 49  |
| Lecáun (Lekaun)                        | 4   |
| Salinas de Ibargoiti / Getze Ibargoiti | 123 |
| Sengáriz (Sengaritz)                   | 1   |
| Vesolla (Besolla)                      | 1   |
| Zabalza de Ibargoiti (Zabaltza)        | 3   |

### Sources
- (es) Cet article est partiellement ou en totalité issu de l’article de Wikipédia en espagnol intitulé « Ibargoiti » (voir la liste des auteurs).